# Anna Larsson (operasångare)
Pers Anna Elisabet Larsson, född 10 september 1966 i Stockholm, är svensk konsert- och operasångare (alt). Hon är gift med tenoren Göran Eliasson och har blivit omskriven som en av världens ledande altsångerskor. Hon har bland annat positionerat sig i rollen som Erda i Wagners operor Rhenguldet och Siegfried med framträdanden på operahus i Berlin, München, Wien, Salzburg, Stockholm, Aix en Provence och som Fricka i Valencia och Florens.

## Utbildning och debut
Larsson började sina musikstudier i Adolf Fredriks Musikklasser från mellanstadiet och genom gymnasiet. Därefter utbildade hon sig på Operastudio 67 och Operahögskolan i Stockholm. Hon debuterade på operascenen som Gud Moder i Tokfursten av Carl Unander-Scharin på Vadstena slott 1996 och internationellt som konsertsångerska i Mahlers 2:a symfoni med Berlinerfilharmonikerna under Claudio Abbado 1997.

## Karriär
Larsson har, förutom Erda, sjungit roller som Waltraute i Wagners Ragnarök, Orfeus i Glucks Orfeus och Euridice, Fricka i Wagners Rhenguldet och Valkyrian samt Delila i Saint-Saëns Simson och Delila på bland annat Kungliga Operan, Berliner Staatsoper, Bayerische Staatsoper i München, Wiener Staatsoper, Valencia, Florence, Festspelen i Salzburg, festspelen i Aix-en-Provence, Det Kongelige Teater i Köpenhamn och Finska Nationaloperan. Med dirigenter som Barenboim, Mehta, Dudamel, Rattle, von Dohnányi, Segerstam och Nagano.
På konsertscenen har Larsson profilerat sig som framförallt uttolkare av Gustav Mahlers verk. Hon framträder med bland andra Berliner Philharmoniker, Los Angeles Philharmonic, London Philharmonic, New York Philharmonic, Chicago Symphony Orchestra, Concentus Musicus Wien och Wiener Philharmoniker.
Som konsertsångerska arbetar Larsson regelbundet med världens mest renommerade dirigenter. Hon gör i stort sett hela konsertrepertoaren för alt och orkester, från Händels Messias över Elgars Sea Pictures till Gustav Mahlers samtliga sångcykler och Verdis Requiem med bland andra Abbado, Salonen, Haitink, Gilbert, Barenboim, Rattle, Mehta, Dudamel, Osawa, Masur, Maazel, Blomstedt och Harnoncourt.
Larsson har gjort ett tiotal inspelningar för cd och dvd, bland annat med Claudio Abbado, David Zinman och Herbert Blomstedt.
Hon skriver sedan december 2007 en blogg om sin vardag men främst om opera- och konsertscenen över hela världen. Bloggen finns på hennes officiella webbplats.
I september 2019 sjöng Anna Larsson vid Riksdagens öppnande.

## Priser och utmärkelser
- 2019 - H.M. Konungens medalj i guld av 8:e storleken (2019) för framstående insatser inom svenskt musikliv.[2]
- 2011 – Ledamot av Kungliga Musikaliska Akademien
- 1998 – Birgit Nilsson-stipendiet[3]
- 2005 – Grammynominerades för inspelningen av Richard Strauss sällan spelade verk Daphne, tillsammans med Westdeutsche Rundfunks Symphonieorchester under ledning av Semyon Bychkov
- 2007/08 – Operapriset av Tidskriften Opera[4]
- 2010 – Kungliga Musikaliska Akademiens Interpretpris på 100 000 kronor[5][6]
- 2011 – Hovsångerska[7]
- 2011 – Lunds Studentsångförenings solistpris[8]
- 2017 – Jussi Björlingstipendiet[9]

## Diskografi
- Larsson, Lars-Erik, Förklädd Gud; Rosenberg, Hilding, Den heliga natten. Swedish Chamber Orchestra, dirigent Peter Sundkvist. Marco Polo. Enligt Svensk mediedatabas Naxos: 8.553738 S.
- Beethoven, Missa solemnis. Tonhalle Orchestra Zurich. Dirigent David Zinman. Arte Noca Classics 74321 87074 2 ; [74321870742].
- Zivkovic, Djuro, Staern, Benjamin med flera, Unheard of again. Chamber Ensemble Sonanza. Phono Suecia PSCD 180. Svensk mediedatabas.
- Unander-Scharin, Carl. Tokfursten. Opera i två akter. Dirigent Michael Bartosch. Caprice CAP 22046. Svensk mediedatabas.
- Anton Webern , Benjamin Britten, Claude Debussy, Claude Vivier, Claudio Monteverdi et al., 50 yeras of the Holland Festival. www.amazon.co.uk Läst 1 januari 2013.
- Brahms, Rinaldo; Rhapsody; Gesang der Parzen. Anna Larsson, Stig Andersen. Danish National Symphony Orchestra. Dirigent Gerd Albrecht. Chandos. www.amazon.co.uk Läst 1 januari 2013.
- Brahms, Vocal works. Alt-Rhapsodie etc. Anna Larsson, Dietrich Henschel. Dresdner Philarmonie. Dirigent. Michel Plasson. EMI Classics 5568072. Svensk mediedatabas.
- Mahler, Symphony No.2. Berliner Philharmoniker. Dirigent Claudio Abbado. Deutsche Grammophon. DVD. Euroarts 2056338. Svensk mediedatabas.
- Mahler, Symphony No.3. Los Angeles Philharmonic Orchestra. Dirigent Esa-Pekka Salonen. Sony Classical S 2 K 60250. Svensk mediedatabas.
- Mahler, Symphony No.3. Berliner Philharmoniker, dirigent Claudio Abbado. Deutsche Gramophone CD. www.amazon.co.uk Läst 1 januari 2013.
- Mahler, Symphony No.3. London Symphony Orchestra. Dirigent Valery Gergiev. Sterling LSO 0660. Svensk mediedatabas.
- Mahler, Symphony No.3. Lucern Festival Orchester. Dirigent Claudio Abbado. DVD 2056338. Skivbolag anges inte. Distr. Naxos. Svensk mediedatabas.
- Kunzen, Hallejulah Of Creation med mera. Anna Larsson, Jerker Arvidson. Danish National Simnfonietta. Dirigent Peter Marschik. Marco Polo; Dacapo 8.224070. Svensk mediedatabas.
- Salzburg Festival Opening Concert. Berg, Alban, Lulu-suite, Der Wein. Mahler, Das klagende Lied. Dorothea Röeschmann, Anna Prohaska, Anna Larsson, Johan Botha.  Vienna Philharmonic Orchestra. Dirigent Pierre Boulez) [DVD] [2012] [NTSC]. DVD. Unitel Classics. www.amazon.co.uk Läst 1 januari 2013.
- Strauss, R., Daphne. Renée Fleming, Johan Botha, Anna Larsson med flera. WDR Sinfonieorchester, Köln. Dirigent Semyon Bychkov. Decca. www.amazon.co.uk Läst 1 januari 2013.
- Wagner, R., Der Ring des Nibelungen. Fricka i Rhenguldet och Valkyrian. Orquestra de la Communitat Valenciana. Dirigent Zubin Mehta. DVD. Unitel Classics 703808. Delarna säljs även separat. www.amazon.co.uk Läst 1 januari 2013. Rhenguldet: Svensk mediedatabas.
- Wagner, R., Der Ring des Nibelungen. Erda i Rhenguldet och Siegfried. Wiener Philarmoniker. Dirigent C. Thielemann. DG 00289 479 1560 GH16.
- Erda i Wagners Rhenguldet. Orchestra of the Orchestra of La Scala, dirigent Daniel Barenboim. DVD. Arthaus 108090. Källa: amazon.co.uk